# Est
Regionen Est eller Øst (fransk: Région de l'Est) dækker den sydøstlige del af Republikken Cameroun. Den grænser mod øst op til Den Centralafrikanske Republik, mod syd til Congo, mod nord til Adamawa-regionen og mod vest til regionerne Centre og Sud. Med et areal på 109.002 km2 er det den største region i landet, og samtidigt den tyndest befolkede. Historisk set har befolkningen i øst været bosat i camerounsk territorium i længere tid end nogen anden af landets mange etniske grupper, hvor de første indbyggere var Baka (eller Babinga) pygmæer.
Østregionen har meget lidt industri, dens primære beskæftigelse består af skovbrug, tømmer og minedrift. I stedet er størstedelen af dens indbyggere selvforsynende landmænd. Regionen har således ringe politisk betydning og ignoreres ofte af camerounske politikere. Dette kombineret med det lave udviklingsniveau i provinsen har ført til, at den er blevet kaldt "den glemte provins".

## Geografi
Jordbunden i Est er overvejende rig på jern og rød i farven. De sydlige tre fjerdedele af regionen består af metamorfe bjergarter såsom gnejs, skifer, glimmer og migmatit. Fra omkring Bertoua-niveau og nordpå bliver granit dog den dominerende jordkomponent. Selvom regionen understøtter et rigt planteliv, er den ikke særlig frugtbar på grund af udvaskning forårsaget af det fugtige miljø. Jordbunden i Est hærder hurtigt i solen, og den bruges ofte som byggemateriale af fattigere indbyggere.

### Afvanding
Regionen indeholder adskillige flodsystemer: Nyong, som afvander det central-vestlige område, Dja i sydvest, Lom i nordøst, Kadéï, som afvander det nordvestlige, Boumba i midten og sydøst, og Sangha og Ngoko, som afvander dele af sydøst og danner grænsen til henholdsvis Den Centralafrikanske Republik og Congo. Mange af disse floder har udskåret dale, der omgiver dem. Floderne i området har kun begrænset fald, og oversvømmelser kan forekomme langs dem i regntiden. Lom- og Nyong-floderne munder til sidst ud i Atlanterhavet. Alle andre floder i øst udgør en del af Congobækkenet.

## Inddeling
Regionen er inddelt i 4 departementer.
Departement med administrationsby:
- Boumba-et-Ngoko, Yokadouma
- Haut-Nyong, Abong-Mbang
- Kadey, Batouri
- Lom-et-Djérem, Bertua